# Andrea Borella
Pour les articles homonymes, voir Borella.
Andrea Borella, né le 17 mai 1961 à Mestre, dans la province de Venise, est un escrimeur italien pratiquant le fleuret.
Il est marié à Francesca Bortolozzi elle aussi championne de fleuret, et père de deux enfants, et est le cousin de Fabio Dal Zotto.
Pendant plus de quinze ans Borella a été au sommet du fleuret mondial. Sa carrière internationale a vraiment commencé en 1979 quand il devient champion du monde junior à Chicago. Son dernier grand titre date de 1994 date à laquelle il devient champion du monde par équipe à Athènes.

## Palmarès
- Jeux olympiques
  -  Médaille d'or par équipes aux Jeux olympiques de 1984 à Los Angeles
- Championnats du monde d'escrime
  -  Médaille d'or individuel au Championnat du monde à Sofia en  1986
  -  Médaille d'or par équipe au Championnat du monde à Barcelone en  1985
  -  Médaille d'or par équipe au Championnat du monde à Sofia en  1986
  -  Médaille d'or par équipe au Championnat du monde à Lyon en  1990
  -  Médaille d'or par équipe au Championnat du monde à Athènes en  1994
- Championnats d'Europe d'escrime
  -  Médaille d'or au championnat d'Europe de 1981
  -  Médaille d'or au championnat d'Europe de 1983